# Zelotes faisalabadensis
Zelotes faisalabadensis is een spinnensoort en behoort in de taxonomische indeling tot het geslacht Zelotes binnen de 
familie bodemjachtspinnen (Gnaphosidae). De wetenschappelijke naam en beschrijving van de soort werd voor het eerst geldig gepubliceerd in het tijdschrift Pakistan Journal of Zoology in 2004 door Butt & Beg.
Zelotes faisalabadensis komt voor in Pakistan. De spin jaagt 's nachts en verschuilt zich overdag onder rotsen en bladeren. Het lijf van de spin is ovaalvormig, smal en puntig aan de achterzijde.